# 80

## Събития
- Колизеят в Рим е официално открит от император Тит.